# Ридерх ап Иестин
Ридерх ап Иестин (валл. Rhydderch ap Iestyn, умер в 1033) — король Гвента с начала второго десятилетия XI века по 1033 год, фактический правитель всего южного Уэльса на протяжении последнего десятилетия своей жизни. Основатель династии, представители которой играли важную роль в политических смутах XI века в Уэльсе.

## Биография
Не сохранилось данных о точном времени рождения Ридерха, равно как и о его происхождении. Он был сыном либо Иестина ап Гургана, либо Иестина, сына Оуайна. Предположительно, его первоначальные владения находились в Гвинллуге и верхнем Гвенте, а к 1020-м годам уже можно было говорить о его доминировании в юго-восточном Уэльсе. После смерти в 1023 году Лливелина ап Сейсилла, пятью годами ранее захватившего власть в Гвинеде и Дехейбарте, Ридерх ап Иестин подчиняет себе последний. Запись в «Хронике принцев» за этот год сообщает, что Ридерх становится «правителем юга».
На протяжении десяти лет он правил своими землями. В жалованных грамотах Ридерха, сохранённых в «Книге из Лландава», сын Иестина именуется королём Морганнуга, однако там же зафиксированы его претензии на власть над всем Уэльсом. Лландавские записи говорят о нём как о «правителе всего Уэльса, кроме острова Мона, которым владеет Иаго ап Идвал».
«Гвентианская хроника» за 1032 год сообщает, что «саксы пришли в Гламорган, и в Истрадиуайне произошло сражение, где они убили Кинана ап Сейсилла (брата Лливелина) и всех его сыновей». Тогда же его брат, Ротперт, лорд Эссиллта, победил саксов и заключил мир с Иестином.
В 1033 году Ридерх ап Иестин погиб, а об обстоятельствах его смерти известно лишь то, что он был убит ирландцами. Владения Ридерха в Гвенте, а также его политические амбиции на господство в южном Уэльсе, перешли по наследству к его сыну — Грифиду ап Ридерху.
Гвентианская хроника записывает его смерть от ирландцев-скотов в 1031 году, а за следующий год и смерть его брата, Карадога, в битве с вторгнувшимися в Гвент, саксами.

## Дети
- Карадог ап Ридерх ( ? - 1033)[8]
- Рис ап Ридерх ( ? - 1053)
- Грифид ап Ридерх
- Мерхиаун[9]